# ۵۴۵ (پیش از میلاد)
۵۴۵ (پیش از میلاد) ۵۴۵مین سال قبل از تقویم میلادی است.